# Kabina
Kabina je obvykle malá uzavřená místnost nebo jiný prostor, jenž je z nějakých specifických účelových důvodů oddělen od ostatních prostor v příslušném zařízení. S kabinami se můžeme setkat jak ve formě oddělených místností uvnitř staveb tak i v různých strojních a dopravních zařízeních. Kabina na lodi se nazývá kajuta, kabina výtahu bývá označována slovem klec, řídící kabina letounu či závodního automobilu může být zvána kokpit, u vzducholodi gondola. Kabina, z níž je řízen nějaký větší technologický celek může být označována velín či dispečink. V prostředí obchodu, ve zdravotnictví, na koupalištích a na mnoha sportovištích bývají zřízeny kabiny pro převlékání osob. V kinech se běžně používají promítací kabiny, pro telefonní meziměstský styk se kdysi na poštách používaly zvláštní telefonní kabiny (telefonní kabinou je de facto i běžná telefonní budka). Kabinami bývají vybaveny také kabinové lanovky.

## Použitý zdroj
- PETRÁČKOVÁ, Věra; KRAUS, Jiří, a kol. Akademický slovník cizích slov A-Ž. Praha: Academia, 2000. 834 s. ISBN 80-200-0607-9.